# Microscopy Research and Technique
Microscopy Research and Technique is een internationaal, aan collegiale toetsing onderworpen wetenschappelijk tijdschrift op het gebied van de microscopie. De naam wordt in literatuurverwijzingen meestal afgekort tot Microsc. Res. Tech. Het wordt uitgegeven door Wiley-Blackwell en verschijnt maandelijks. Het eerste nummer verscheen in 1984. Tot 1992 was de titel Journal of Electron Microscopy Technique.